# Georg Dahm
Georg Ferdinand Gustav Dahm (* 10. Januar 1904 in Altona; † 30. Juli 1963 in Kiel) war ein deutscher Strafrechtler und Völkerrechtler. Neben Friedrich Schaffstein gilt er als einer der exponiertesten Vertreter der nationalsozialistischen Strafrechtslehre.

## Leben und wissenschaftliches Wirken bis zur nationalsozialistischen Machtergreifung
Geboren wurde Georg Dahm im damals selbständigen Altona. Sein Vater war Rechtsanwalt und Notar. Nachdem er das Abitur am dortigen Christianeum abgelegt hatte, studierte er in Tübingen, Hamburg und Kiel Jura. 1925 absolvierte er die erste juristische Staatsprüfung. Im gleichen Jahr trat Dahm in die SPD ein. Vermutlich steht dieser Schritt mit der politischen Position seines Doktorvaters Radbruch im Zusammenhang. Er wurde 1927 promoviert mit der juristischen Dissertation Täterschaft und Teilnahme im amtlichen Entwurf eines Allgemeinen Deutschen Strafgesetzbuches. Ein kritischer Beitrag zur Lehre von der Teilnahme als ein Problem der Gesetzgebung. Zu dieser Zeit befand er sich noch auf der Basis römischer Rechtsgrundsätze. Dahm habilitierte sich 1930 in Heidelberg bei Gustav Radbruch mit einer grundlegenden rechtshistorischen Arbeit über das mittelalterliche italienische Strafrecht.
Einer größeren juristischen Öffentlichkeit bekannt wurde Dahm sodann durch die um die Jahreswende 1932/33 gemeinsam mit Friedrich Schaffstein verfasste Streitschrift Liberales oder autoritäres Strafrecht. In dieser Schrift verfochten beide jungen Strafrechtler, im Gegensatz zu ihrer bisherigen wissenschaftlichen Positionierung, ein antiliberales und autoritäres Strafrecht, das allein auf Abschreckung (durch harte Sanktionen) gegründet sein sollte, nicht jedoch auf die spezialpräventiven Erziehungsgedanken der „Modernen Schule“ Franz von Liszts (siehe Straftheorien). Insbesondere habe sich das autoritäre Strafrecht methodologisch vom Individualismus jedweder geistesgeschichtlichen Prägung ab- und sich überindividuellen Werten zuzuwenden. Die Verfasser bekannten sich in diesem Werk zwar nicht explizit zum Nationalsozialismus, sahen sich jedoch unmittelbar, wie sie es beschrieben, als Teil einer breiter angelegten völkischen Gesamtbewegung. Hierin gab es bereit mehrere Ansätze der Abkehr Dahms von den Grundsätzen der römischen Rechtsauffassung und einer bereits erfolgten Hinwendung zu den Grundpositionen nationalsozialistischer Ideologie. Das betraf sowohl die vertretenen Positionen zur Rolle des Individuums als auch Ansätze der parawissenschaftlichen Rassentheorie. Zu dieser Zeit lehrte er vertretungsweise an der Universität Halle.

## Geistiger Vater der Justizpolitik des Dritten Reiches

### Georg Dahm in Kiel
Im April 1933 wurde Georg Dahm nach Kiel berufen, weil er vollinhaltlich die nationalsozialistische Ideologie vertrat. Mit seiner Person sollte die Rechtsfakultät zu einer NS-Stoßtruppfakultät gemacht und die Juristenausbildung den nationalsozialistischen Rechtsauffassungen unterworfen werden. Dahm übernahm als ordentlicher Professor für Strafrecht an der Christian-Albrechts-Universität zu Kiel die Professorenstelle des der rassistischen Hexenjagd ausgesetzten und seines Amtes enthobenen Demokraten Hermann Kantorowicz. Zum 1. Mai 1933 trat Dahm in die NSDAP ein (Mitgliedsnummer 3.171.353) und im November desselben Jahres in die SA. Mit seinen bereits seit 1932/33 von ihm verfolgten Grundsätzen der Verneinung der Rolle des Individuums zu Gunsten eines unwissenschaftlichen Kollektivrechtes ebneten er im Strafrecht des Dritten Reiches den Weg zu Totalitarismus und einer auf den Willen des „Führers“ bezogenen Rechtssprechung. Aus seinen bereits vor 1933 bestehenden „völkischen Rasseauffassungen“ heraus war Dahm ein Vorreiter der Judenverfolgung an der Universität. Sehr früh bestimmte er hier das herrschende nationalsozialistische Klima an der Kieler Universität mit. So sorgte er für die Relegation von jüdischen Studenten. Er blockierte auch die Promotion von jüdischen Wissenschaftlern in Kiel, noch bevor entsprechende Erlasse des Wissenschaftsministeriums aus Berlin vorlagen, so zum Beispiel bei dem Studenten der Geologie Daniel Wirtz im Jahr 1936. Auch war er seit 1933 Mitglied der amtlichen nationalsozialistischen Strafrechtskommission, deren Aufgabe es war, ein neues, nach nationalsozialistischen Rechtsprinzipien ausgerichtetes Strafgesetzbuch zu kodifizieren. Im Jahr 1935 übernahm er von dem Naturwissenschaftler Karl Lothar Wolf (1901–1969) das Amt des Rektors der Kieler Universität. Ihn hatte er vorher mit der Anschuldigung, ein Liebesverhältnis zu einer Studentin zu unterhalten, strafversetzen lassen. Die Ausrichtung der Wissenschaftsstätte in Kiel als nationalsozialistische Leiteinrichtung, wie bei Wolf begonnen, führte er intensiv fort. Vor allem die Installation wehrwissenschaftlicher Themen, die Verknüpfung der wirtschaftswissenschaftlichen Disziplinen mit rüstungs- und kriegswirtschaftlichen Einrichtungen des Staates sowie die Gründung eines Seminars für „rassekundliche Geistesgeschichte“ 1936 unter dem Theologen Hermann Mandel (1882–1946) erfolgten in Dahms Amtszeit.

### Mitglied der Kieler Schule
Von Kiel aus wirkte Dahm zusammen mit dem 1935 ebenfalls dorthin berufenen Friedrich Schaffstein als der strafrechtliche Hauptvertreter der sogenannten Kieler Schule (auch „Kieler Richtung“) des Rechts. Die Kieler Schule, zu der neben Georg Dahm und Friedrich Schaffstein auch Karl Larenz, Franz Wieacker und Ernst Rudolf Huber gehörten, bemühte sich um die Neuausrichtung aller Rechtsgrundbegriffe nach nationalsozialistischer Denkart sowie die Tilgung demokratischer Prinzipien des römischen Rechts aus der Rechtswissenschaft und damit um eine Umwandlung im nationalsozialistisch-„völkischen“ Sinne. Oberstes Grundprinzip der Rechtsauffassung war, dass jedwede Führerentscheidung unmittelbar Gesetzesform annehmen würde und dem Richter keinerlei Prüf- oder Kritikmöglichkeit mehr zustünde. Darin war zugleich die rassische Ausgrenzung von Juden und Demokraten, die Beseitigung jeglicher Grundsätze des liberalen Rechtsstaates enthalten. Das dabei von ihm propagierte Führerprinzip war nur noch dem Buchstaben, nicht mehr dem eigentlichen Sinne nach „Recht“. Die Kieler Schule stand nach 1937 nicht mehr im Mittelpunkt, da sie ihre Vertreter nur in den Randzonen der Rechtspolitik des „Dritten Reiches“ etablieren konnte.
Georg Dahm entwickelte seine Theorie mit unwissenschaftlichen Anleihen aus dem Mittelalter, den „Ehrenstrafe“n; ebenso durchzog der „Verratsgedanke“ Dahms Auffassung von Strafrecht: Durch die Tat werde der Täter grundsätzlich ehrlos und müsse aus der Gemeinschaft verstoßen werden. In allen Verbrechen stecke zugleich ein Verratsmoment. Dieser Verrat müsse im schlimmsten Fall durch „Friedloslegung“ gesühnt werden. Dahm knüpfte hier ausdrücklich an altgermanische Rechtsgedanken an. Er wandte sich gegen die – seiner Ansicht nach von einem „ungesunden“ und rationalistischen Trennungsdenken gekennzeichnete – bisherige Strafrechtsdogmatik. Ein nationalsozialistisches Strafrecht müsse „volkstümlich“ und bilderhaft sein. Die rationalistischen Auslegungsregeln der überkommenen Dogmatik seien durch eine „ganzheitliche Wesensschau“ zu ersetzen. Vor allem seine Publikationen ab 1935 zu Fragen der Täterschaft, zur Methode und dem System des „neuen Strafrechtes“ sowie seine Tätertypenlehre schufen die Möglichkeit, Sachverhalte als „Recht“ erscheinen zu lassen, das auf Terror und permanente Ungesetzlichkeiten hinauslief. Die Strafrechtstheorie Dahms wurde im NS-Staat zwar kritisiert, so durch den Strafrechtler Erich Schwinge, der Dahms Vorstellungen als strafrechtlichen „Irrationalismus“ charakterisierte. Aber sie wurde konsequent umgesetzt und begründete damit die bereits seit die 1933 erfolgte Terror- und Willkürherrschaft. In der Zeit ab 1939 gipfelte sie in dem Axiom, dass jegliche Rechtssprechung ausschließlich vom Willen des Führers ausgehe und es nur noch eine Gerichtsbarkeit gebe, die beim Reichsführer der SS und dem von ihm eingesetzten territorialen Gerichtsherren, den Höheren SS- und Polizeiführern" läge.

### Dahm in Leipzig, Straßburg und Berlin
Georg Dahm verließ Kiel 1939, um zunächst Professor und Ordinarius in Leipzig, sodann Professor und stellvertretender Rektor der nationalsozialistischen „Reichsuniversität Straßburg“ zu werden. In vielen dieser Wechsel folgte er den vorher dort etablierten NS-Juristen der Kieler Schule oder ließ sie mit Ruf der Institution an seine Seite holen. Nach der Eroberung Straßburgs durch die Alliierten und die Flucht der deutschen Besatzer kam Dahm schließlich 1944 als Lehrbeauftragter in Berlin unter. Dahm war außerdem als Richter an einem Sondergericht tätig.

### Der Normative Tätertyp
In Leipzig entwickelte Georg Dahm die von ihm bereits während seiner Kieler Zeit begründete „Lehre vom normativen Tätertyp“ weiter. Dieser Lehre zufolge ist beispielsweise ein „Dieb“ nicht jedermann, der eine fremde bewegliche Sache wegnimmt – so der Wortlaut des § 242 StGB –, sondern nur, wer auch „seinem Wesen nach Dieb“ sei. Diese Gedanken hatte Dahm bereits während seiner Kieler Zeit vertreten. Hatten sie ihm damals jedoch lediglich als Auslegungsschema in einem explizit nationalsozialistischen Sinne gedient (das auch strafausdehnend benutzbar war), so stellte er nun vor allem auch das strafbegrenzende Potential seiner Täterlehre heraus. Inwieweit in diese Kehrtwende eine schrittweise Abkehr Dahms vom Nationalsozialismus hineininterpretiert werden kann, ist unklar. Seine Tätertypenlehre beeinflusste unter anderem die 1941 erfolgte Novelle des Mordtatbestandes, § 211 StGB, der seitdem (bis heute) mit den Worten „Der Mörder wird“ beginnt.

## Nach 1945
Georg Dahm durfte nach 1945 in Deutschland im Zuge der Entnazifizierung zunächst wegen seiner NS-Rechtsauffassung kein universitäres Lehramt bekleiden. Dennoch war er ab diesem Zeitpunkt in Flensburg als Privatlehrer tätig. Bereits 1950 erhielt er, ohne sich einer „Entnazifizierung“ unterziehen zu müssen, an der Kieler Universität einen Lehrauftrag für die Fachgebiete Rechtsgeschichte, Kriminologie und Rechtsenzyklopädie. Nachdem er zwischendurch als Rechtsanwalt tätig gewesen war, ging er 1951 nach Pakistan, wo er bis 1955 als Dekan zum Ausbau der dortigen juristischen Fakultät der Universität in Dhaka beitrug. Zugleich entdeckte Georg Dahm in der Nachkriegszeit ein in seinen vorherigen Werken noch nicht zutage getretenes Interesse für das Völkerrecht und wurde 1955 als ordentlicher Professor für Völkerrecht und internationales Recht an die Universität Kiel zurückberufen. In dieser Zeit verfasste er unter anderem ein bis heute wegen der darin enthaltenen Rechtsauffassung außerordentlich umstrittenes dreibändiges Lehrbuch zum Völkerrecht.
Sein 1944 erschienenes Buch Deutsches Recht überarbeitete Dahm, indem er die NS-Begriffe und völkischen Absätze tilgte. Auch die explizit nationalsozialistischen Passagen (z. B. die Rechtfertigung der Gewaltmaßnahmen gegen Juden und Demokraten) entfernte er. Diese neue eigentlich nur kaschierte Version erschien sodann 1951 unter dem Titel Deutsches Recht nebst Untertitel Die geschichtlichen und dogmatischen Grundlagen des geltenden Rechts, der nur auf der Buchinnenseite zu sehen war. Dieses Buch soll, wie auch bereits sein Vorgänger aus dem Jahre 1944, ein in sämtliche Rechtsgebiete einführendes, speziell für Studienanfänger der Rechtswissenschaften konzipiertes Grundlagenwerk darstellen. Jedoch gelang es Dahm auch mit dieser Neukonzeption nicht, sich wirklich von seiner nationalsozialistischen Denkhaltung und der ab 1933 von ihm propagierten NS-Rechtsauffassung zu lösen. Eine Passage aus der zweiten Auflage dieses Werkes verdeutlicht Dahms nicht korrigierte Haltung: Insgesamt – resümierte Dahm, als eigentlich schwer belasteter Jurist, noch im Jahre 1963 – sei es noch nicht an der Zeit, den Nationalsozialismus abschließend zu beurteilen:

„Über den Nationalsozialismus zu sprechen ist es noch nicht an der Zeit. […]. Maßloser Überschätzung ist die maßlose Verwerfung und Herabsetzung […] gefolgt. […] Weder die eine noch die andere Betrachtungsweise scheint uns angemessen zu sein.“

Dahm beschönigte weiterhin die von ihm mit vorbereitete und theoretisch verbrämte Willkürjustiz der Nationalsozialisten, indem er behauptete, dass die Richter ab 1933 nach Aufgabe der Prinzipien eines demokratischen Rechtsstaates nicht unrecht geurteilt hätten – etwa unter Verwendung der Anschauung vom „gesunden Volksempfinden“, das Dahm selbst noch 1944 als wichtiges Beurteilungskriterium bei der Aburteilung von Straftaten bezeichnet hatte. Sie hätten im Gegenteil die Schranken beachtet, die ihnen „der Gesetzgeber“ – ab 1933 war das Adolf Hitler – „mit vollem Bewußtsein“ auferlegt habe. Außerdem behauptete Dahm, dass die Nürnberger Prozesse – also die Verurteilung seiner früheren Vorgesetzten wegen Verbrechen gegen die Menschlichkeit und Kriegsverbrechen – den Regeln eines Rechtsstaats in wesentlichen Punkten widersprochen hätten (die Erwähnung der Ermordung der Juden findet man in diesem Zusammenhang nicht, auch die nationalsozialistischen Überfälle auf die Länder Europas nicht). Dabei war Deutschland längst durch internationale Verträge an die Prinzipien des Völkerrechts gebunden gewesen, deren Verletzung in Nürnberg angeklagt wurden. Dahm führte weiter aus, dass aus Gründen des Rückwirkungsverbots und Bestimmtheitsgebotes sogar die Entnazifizierung rechtsstaatswidrig gewesen sei.
Auf dem Gebiet des Strafrechtes lehrte Georg Dahm nach 1945 als Privatdozent in Flensburg und ab 1950 an der Universität in Kiel. Hier vertrat er sogar die Fachgebiete der Rechtsgeschichte und der Kriminologie, die beide eine politische Determiniertheit in sich bergen.

## Schriften (Auswahl)
- Täterschaft und Teilnahme im amtlichen Entwurf eines Allgemeinen Deutschen Strafgesetzbuches: Ein kritischer Beitrag zur Lehre von der Teilnahme als ein Problem der Gesetzgebung, Breslau 1927.
- Das Strafrecht Italiens im ausgehenden Mittelalter, Berlin und Leipzig 1931.
- Liberales oder autoritäres Strafrecht, Hamburg 1933 (gemeinsam mit Friedrich Schaffstein).
- Verrat und Verbrechen. In: Zeitschrift für die gesamte Staatswissenschaft 95 (1935), S. 283–310.
- Nationalsozialistisches und faschistisches Strafrecht. Junker & Dünnhaupt, Berlin 1935 (Wurde nach Ende des Zweiten Weltkrieges in der Sowjetischen Besatzungszone auf die Liste der auszusondernden Literatur gestellt.).[13]
- Verbrechen und Tatbestand. In: Karl Larenz, Georg Dahm u. a. (Hrsg.): Grundfragen der neuen Rechtswissenschaft, Berlin 1935, S. 62–107.
- Gemeinschaft und Strafrecht. Hanseatische Verlagsanstalt, Hamburg 1935 (Rede zur Rektoratsübernahme in Kiel 1935. Wurde in der DDR auf die Liste der auszusondernden Literatur gesetzt.)[14]
- Das freisprechende Urteil im Strafverfahren. Deutsche Rechts- und Wirtschafts-Wissenschaftliche Verlagsgesellschaft, Berlin 1936 (= Volk und Recht, Bd. 2).
- Gegenwartsfragen der Strafrechtswissenschaft. Festschrift zum 60. Geburtstag von Graf Wenzeslaus Gleispach. Zusammen mit Wilhelm Gallas, Friedrich Schaffstein, Erich Schinnerer, Karl Siegert und Leopold Zimmerl, Berlin 1936 (Dahm ist mit dem Artikel Der Ehrenschutz der Gemeinschaft vertreten.).
- Methode und System des neuen Strafrechts. 2 Abhandlungen zusammen mit Friedrich Schaffstein, Berlin 1937.
- Der Tätertyp im Strafrecht. In: Festschrift für Heinrich Siber, Leipzig 1940.
- Sühne, Schutz und Reinigung im neuen deutschen Strafrecht. In: Deutsches Recht (DR) 1944, S. 2 ff.
- Deutsches Recht. Hanseatische Verlagsanstalt, Hamburg 1944 (= Grundzüge der Rechts- und Wirtschaftswissenschaft, Rechtwissenschaft, A). (Dieses Buch beinhaltet eine Darstellung des neuen nationalsozialistischen Rechtes u. a. die juristisch begründete Ausgrenzung „der Juden“. Genau aus diesem Grund wurde es in der DDR auf die Liste der auszusondernden Literatur gesetzt.)[14]
- Deutsches Recht. Die geschichtlichen und dogmatischen Grundlagen des geltenden Rechts. 1. Aufl., Kohlhammer, Stuttgart 1951 (Eine weitere bearbeitete Auflage erschien 1963.).
- Völkerrecht. 3 Bde., Stuttgart 1958–1961, de Gruyter, 2002.